# Avram Hershko
Avram Hershko (født 31. december 1937) er en ungarsk-født israelsk biokemiker. I 2004 modtog han nobelprisen i kemi sammen med Aaron Ciechanover og Irwin Rose for opdagelsen af ubiquitin-medieret proteinnedbrydning.